# Jesús Iñigo Liceranzu
Jesús Iñigo Liceranzu Otxoa (Bilbao, Vizcaya, 13 de marzo de 1959) es un exjugador y entrenador de fútbol español. Durante su carrera en activo jugó de defensa central y sus equipos profesionales fueron el Athletic Club y el Elche CF.
Es recordado por su doblete ante la Real Sociedad, que permitió ganar al Athletic Club la Liga en 1984.
Era apodado "Rocky", debido a su dureza dentro del campo.

## Trayectoria

### Como futbolista
Liceranzu se formó en la cantera de Lezama.Tras jugar en Segunda B, con el Bilbao Athletic, fue cedido en la temporada 1980/81 al Barakaldo CF, de Segunda División. En el equipo barakaldés disputó 37 partidos, todos completos.
Debutó con el primer equipo del Athletic Club, el 1 de septiembre de 1981 en un partido de Copa del Rey contra el Sestao SC que terminó con derrota rojiblanca por 1 a 0. En 1983, fue el pregonero de las fiestas de Bilbao. El 29 de abril de 1984 marcó un doblete, que significó el título de liga, ante la Real Sociedad en San Mamés. Esos goles fueron los número 2999 y 3000 del equipo rojiblanco en liga.
Estuvo en el equipo siete temporadas en las que jugó 232 partidos y logró 18 goles. Ganó las ligas de 1982-83 y 1983-84, así como la Copa del Rey 84 y la Supercopa de España. 
En 1988, fichó por el Elche CF, entonces en Primera. Allí jugó una sola temporada, al término de la cual colgó las botas a los 30 años de edad. Durante su carrera disputó 188 partidos de Primera División en los que anotó 17 goles.

### Como entrenador
Como técnico ha entrenado al Getxo, Selección Euskadi sub-17, Barakaldo CF, Amurrio, Bermeo F.T., SD Lemona, Zalla Unión Club y Zamora Club de Fútbol.

## Selección nacional
Fue cuatro veces internacional sub-18.
Jugó un partido internacional con la selección absoluta de España, el 30 de abril de 1985, contra Gales (derrota por 3-0).

## Equipos

### Como entrenador
| Club                     | País   | Año       |
| ------------------------ | ------ | --------- |
| Bilbao Athletic          | España | 1977-1980 |
| Barakaldo Club de Fútbol | España | 1980-1981 |
| Athletic Club            | España | 1981-1988 |
| Elche CF                 | España | 1988-1989 |

| Club | País   | Año       |
| --- | ------ | --------- |
| ((Bermeo)) ((1992-1994)) ((Getxo)) ((1994-1996)) ((Selección Euskadi sub-17)) ((1996-1997)) Zalla Unión Club | España | 1997-1999 |
| SD Lemona | España | 1999-2003 |
| Amurrio Club                                                                                                 | España | 2003-2005 |
| Barakaldo CF                                                                                                 | España | 2006-2008 |
| Zamora Club de Fútbol ((2009-2010))                                                                          | España | 2009-2011 |

## Palmarés

### Campeonatos nacionales
| Título              | Club          | País   | Año  |
| ------------------- | ------------- | ------ | ---- |
| Liga española       | Athletic Club | España | 1983 |
| Liga española       | Athletic Club | España | 1984 |
| Copa del Rey        | Athletic Club | España | 1984 |
| Supercopa de España | Athletic Club | España | 1984 |